# Fülöp Péter (fotográfus)
Fülöp Péter (Kismagyarország, 1967. január 6.) – fotográfus, költő. Szervezőként, tanárként, intézményvezetőként dolgozik. Több kiállítása volt Magyarországon és külföldön. Könyvei jelentek meg önállóan, és társszerzőkkel együttműködve.

## Életrajz
Fülöp Péter 1967. január 6-án született Kismagyarországon, római katolikus családban. Édesanyja Erdős Mária, édesapja Fülöp Andor. Három fiúgyermeke van: Bence Áron, Miksa Máté és Péter Pál. Iskoláit szülővárosában, Pécsett és Budapesten végezte. A győri Arany János Művelődési Ház vezetője harminchat éve. Több főiskolán, egyetemen volt óraadó. Alapítója a GyőrFree Improvizatív- Jazz, Kortárs és Népzenei Műhelynek. Három évtizeden keresztül segítette a helyi, és más tájegységi magyar kultúra győri jelenlétét és megmaradását.
Számtalan szálon kötődik a magyar kulturális gyökerek helyi ápolásához (táncházak, előadások, lemezkiadások, kiállítások szervezése). Szabados György zeneszerzőhöz közel másfél évtizedes barátság fűzte. A Zeneszerző könyveinek, műveinek kiadásában segédkezett. A fotográfia alapjaival tizenéves korában ismerkedett meg, amikor analóg fototechnikai ismeretekre tett szert. Fényképezni 2011-ben kezdett újra, egy két megapixeles mobiltelefonnal. Számtalan könyve, publikációja jelent meg, több színházi produkcióban dolgozott. Verseket 2013-tól publikál.
Száznál több hazai és külföldi kiállítást jegyez. Különös erejűek fényképeiből komponált fény(kép)filmjei.

## Művészetfelfogása
Fülöp Péter fotográfiái túlmutatnak a jelenlegi népszerű fotóművészet keretein. Képei meditatívak, filozofikusak, poétikusak. Fotográfiái és a hozzájuk társított képcímek olykor konkrét filozófiai axiómák. Kritikusai így írnak munkáiról: „Fülöp Péter fotói a vizuális és verbális érzékenységünket is próbára teszik. Olyan rendkívüli erővel komponál tartalmat, hogy semmi esetre sem maradhatunk kívülállók az ő képeit szemlélve. Talán nem túlzok, ha azt mondom, hogy egy meditációs kalandra kapunk meghívót. Az ő szubjektív meglátása hirtelen objektivitássá válik, egyértelműnek tűnő közös tudássá, majd egyszerre ismét azon kapjuk magunkat, hogy befelé figyelünk, mert Fülöp Péter képeinek értelmezésénél nem hagyható ki a szemlélőben kifejtett hatás, az a belső világ, amelyet nekünk kell hozzátennünk ahhoz, hogy bevonódjunk az ő szeme által előhívott legbelsőbb valóságunkba, ahol olyan vaskos emberi princípiumok laknak, melyeket gyakran hét lakat alatt őrizve, jól elrejtve bújtatunk.” (Gyarmati Kata dramaturg)
„Fülöp Péter minimalista fotói mélyen filozófiai alapúak. A fekete-fehérben ábrázolt, látszólag semmi részletek, a szétrobban kerítésfonat, a fal- és járdarepedésekre eső fény, az égre meredő feszület, az épületsíkok által kettészelt, de mitikusan mégis összetartozó, egyesülő egyenesek és ívek a magányról, a sivárságról, a romlásról beszélnek. Kiábrándultan, de valahol mégsem reménytelenül. Beégetnek egy látszólag kósza pillanatot. Ami lehet véletlenszerű, de egymás után pergetve a képeket (Fülöp fényképfilmeket is készít) egyértelműen nem azok. Azt nehéz lenne megállapítani, hogy az Idő előtti vagy utáni pillanatok ezek – avagy közbensők -, de érezzük, hogy egyik sem véletlen.” (Kiss Géza újságíró)
„Fülöp Péter érezhetően túl van az elvárásokon, a divatok fősodrán, megfelelni csak magának akar. Így és ezért keresheti tolakodás nélkül a tökéletest a tökéletlenségben. Az embert az embertelenségben, a csodát a csodátlanságban. A megismételhetetlent a mindig megújulóban, a nyitottságot a bezártságban. A misztikumot a profánban, Istent az istentelenségben. Fotói látványa úgy forgatja a nézőt, mint különös körhinta. (Keszei L. András újságíró)
„Fülöp Péter képei, ahogy ő mondja az „éberség” szándékát reprezentálják. Nekem inkább, és ez persze nézőpont kérdése, a Moholy-Nagy-féle „intenzív látás” termékei, a nyers tiszta látásé. Rokonsága a költészettel egyértelmű, a költészet konkrétsága és a költői nyelv autonómiájának elve azonos fényképeinek nyers, tiszta látásával. Mindkettő mozaikszerű, széttördelt formát és új létrehozott egységet jelent. Fülöp kiragadja a dolgokat eredeti környezetükből, hogy friss szemmel láthassa és saját belső világa parancsai alapján rendezze, kapcsolja hozzá más dolgokhoz. Képaláírásai nem engedik némaságba merülni képeit. Nem hagy minket eltévedni, hánykolódni az értelmezés végtelen óceánján. Tiszta hangok ezek, amelyek hitet tesznek az igazság mellett.” (Dallos István fotográfus)
Fülöp Péter egy interjúban a következőket mondta alkotói alapállásáról: „Első ébresztő eszmélésemet nem könyvtől kaptam, hanem zenétől, tizenéves koromban. John Coltrane szaxofonostól, aki a hatvanas években elkezdte a zene szövetét szétbontani és átértelmezni. Szemléletével visszatért a művészetek eksztatikus ősforrásához, és feladott mindent, amit az „én” eltakar. Az önkeresés beteges, nyugati attitűdjét az egyetemes emberi alapállás, istenkeresésére cserélte. Elképesztő szemléletet hozott vissza a nyugati kultúrkörbe. Számomra ez életre szóló és meghatározó alapélmény volt. (…) A magyar gondolkodók közül rendkívüli hatással volt rám Szabados György zeneszerző, Hamvas Béla író, Pilinszky János, Vasadi Péter költő és Csontváry Kosztka Tivadar festőművész. A képalkotók közül Berekméri Zoltán, Tóth Pál Gyula, Fejes László. (...) – A filmművészetben, az orosz rendező, Andrej Tarkovszkij.”

## Megjelent könyvei
- Keszei L. András – Fülöp Péter: FÖLDFOGYATKOZÁS (2013)
- Fülöp Péter: megapixel (2014)
- Fülöp Péter: 100 Blues (2014)
- Fülöp Péter: változástan – versek (2015)
- Fülöp Péter: 100 Csend (2015)
- Horváth Ödön – Fülöp Péter: FELJÖN A FÉNY (2015)
- Szekeres Mária – Fülöp Péter: ARCODBA REJTŐZVE (2015)
- Fülöp Péter: deszkarésen – fotográfiák – versek (2016)
- Vasadi Péter: CSÖND SZÜLETIK – (Borító: Fülöp Péter, 2016)
- Fülöp Péter: 100 Tükör (2017)
- Fülöp Péter: Képek a Jézus Szíve templom ólomüveg ablakaiból (2018)
- Fülöp Péter: partraszállás a végtelenben – versek – fotográfiák (2018)
- Fülöp Péter: szamizdat – versek – fotográfiák (2018)
- Fülöp Péter: gond viselés – versek – fotográfiák (2018)
- Horváth Ödön – Fülöp Péter: KORUNK ÖNÉLETRAJZA (2019)
- Fülöp Péter: beköltöz ég alá – versek – fotográfiák (2019)
- Fülöp Péter: siklórepülés – versek (2020)
- Fülöp Péter: nem sajtónyilvános – versek (2020)
- Fülöp Péter: szén rajz ok – versek (2021)
- Fülöp Péter: "flóra" – a lét misztériuma – fotográfiák (2021)
- Fülöp Péter: fény(le)képezés – érzékenységi gyakorlatok Fülöp Péter fotográfiáival (kortárs szerzők írásai – 2013-2020)
- Fülöp Péter: időforgató / képesnaptár (2021)
- Fülöp Péter: sorsnyomatok – 150 fotográfia (2024)
- Fülöp Péter: mélytánc – versek, fotográfiák (2024)
- Fülöp Péter: ne dobd össze a csendet – versek (2024)
- Fülöp Péter: kívül a táncon – versek (2025)
- Fülöp Péter: permanens recesszió – fotográfiák, albumban (2025)
- Győri Imre - Fülöp Péter: árnyékvilág – szövegek az Újszövetségből, fotográfiák (2025)

## Filmjei
- MEGÖRÖKÍTÉS (13 perces, fekete-fehér, fotóreprezentáció, 2013)
- A SZÉPSÉG TEREMTŐ KAUZALITÁSA – Szabados György zongoraművész tiszteletére (7 perces, színes fényképfilm, 2013)
- EMLÉKVÁROS – CLUJ NAPOCA (9 perces, fekete-fehér fényképfilm Kolozsvárról, 2013)
- ABLAKOK (4 perces, fekete-fehér fényképfilm az ablakokról, 2015)
- VÉGTELENÍTÉS – KALI YUGA (6 perces, fekete-fehér fényképfilm, 2015)
- DESZKARÉSEN – Rendezte: Molnár Csaba (3 perces kisfilm, 2016)
- Z E N – Kelet – Nyugat (Molnár Csaba – Fülöp Péter, 16 perces kisfilm, 2018)
- DESZKARÉSEN – versek a szerző előadásában (17 perces kisfilm, 2018)
- NAP HORIZONT ALATT – A szerző verseit Fabulya Andrea mondja (13 perces kisfilm, 2020)
- SZAMIZDAT – (PálI Tibor, Huszti Tamás, Fülöp Péter filmje, 2018-2021)

## Hangfelvételek
- DESZKARÉSEN cd (versek a szerző előadásában, 2016)
- SZAMIZDAT cd (versek a szerző előadásában, 2020)
- METRUM cd (zongoraimpro, 2021)
- SIKLÓREPÜLÉS (Versek a szerző előadásában (2022)
- FLÓRA (Idézetek a Szentírásból (Szerkesztette: Győr Imre kanonok, a szövegeket felolvassa: Fülöp Péter költő, 2021)
- VIGÍLIA cd (zongoraimpro, 2022))
- SZÁLKÁK (Pilinszky János verseit felolvassa fülöp péter, 2021-2022)
- ESKETÉS cd (zongoraimpro, 2021)
- IMPRO cd (zongoraimpro, 2021)
- ZONGORAIMPRO cd (zongoraimpro, 2021)
- PIANOIMPRO cd (zongoraimpro, 2021)
- OPEN cd (zongoraimpro, 2022)
- KARC cd (zongoraimpro , 2022)
- VISION cd (zongoraimpro, 2022)
- ZENIT cd (zongoraimpro, 2022)
- TIME cd (zongoraimpro, 2022)
- VECSERNYE (orgaimprovizáció, 2022)
- GOLGOTA (zongoraimpro, 2022)
- CAERULEUS – a kék misztériuma (zongoraimpro, 2023)

## Fontosabb kiállításai
- Párkányi Városi Művelődési Központ – 2024
- Jézus Szíve Templom – Győr – 2022
- Ambrózia Kávézó – Győr – 2022
- Nyitott Műhely – Budapest – 2022
- Jézus Szíve Templom – Győr – 2021
- Nagyboldogasszony plébánia kerengője – Monor. – 2020
- Prohászka Ottokár Orsolyita Gimnázium – Győr, 2019
- Szent Kereszt Ferences templom – Vác, 2017
- Budai Ciszterci Szent Imre plébánia és templom – Budapest - 2017
- Grand Café Mozi és Kávézó – Szeged - 2017
- Csabagyöngye Kulturális Központ – Békéscsaba - 2017
- Művészetek Völgye – Kapolcs - 2017
- Kecskeméti Gábor Kulturális Központ – Békés - 2017
- Nyitott Műhely – Budapest - 2016
- Jézus Szíve Templom – Győr-Gyárváros - 2016
- Egyházmegyei Látogatóközpont – Győr - 2016
- Espace Mairie – Franciaország, Châtillon-sur-Loire - 2016
- Szent István Ház (Angliai Római Katolikus Magyarok Egyesülete) – Anglia, London - 2016
- Nyugat-Magyarországi Egyetem – Győr - 2015
- Jézus Szíve Templom – Győr-Gyárváros - 2015
- Nyitott Műhely – Budapest - 2015
- XV. Győri Könyvszalon – Győr - 2015
- Mandala Teaház – Győr - 2015
- A XVIII. Tatabányai Keresztény Hét - 2015
- Nyugat-Magyarországi Egyetem – Győr - 2014
- Nyitott Műhely – Budapest - 2014
- Vértes Agora – Tatabánya - 2014
- Kolozsvári Állami Magyar Színház – Kolozsvár - 2014
- Nemzetközi Kortárs Művészeti Találkozó – Szentendre - 2014
- Dr. Kovács Pál Megyei Könyvtár és Közösségi Tér – Győr - 2013
- Nyugat-Magyarországi Egyetem – Benedek Elek Kar – Sopron - 2013
- Cafe Frei – Szombathely - 2013
- Nyugat-Magyarországi Egyetem – Sopron – 2013
- Csokonai Nemzeti Színház – Debrecen -  2013
- Magyar Ispita – Győr - 2012
- Újvidéki színház – Újvidék - 2012